# Filmfare Award du meilleur acteur en kannada
Le prix Filmfare du meilleur acteur en kannada est une récompense attribuée depuis 1972 par le magazine indien Filmfare dans le cadre des Filmfare Awards South annuels pour les films en kannada (Sandalwood).

## Lauréats
- 1972 : Venkata Rao Talageri - Vamsha Vriksha dans le rôle de Shrinivasa Shrothri
- 1973 : Rajkumar - Gandhada Gudi dans le rôle de Kumar[1]
- 1974 : Lokesh - Bhootayyana Maga Ayyu dans le rôle de Ayyu[1]
- 1975 : Rajkumar - Mayura dans le rôle de Mayurasharma[1]
- 1976 : Srinath - Besuge[1]
- 1977 : Maanu - Tabbaliyu Neenade Magane dans le rôle de Kalinge Gowda[1]
- 1978 : Rajkumar - Shankar Guru dans les rôles de Shankar, Guru et Rajashekar[1]
- 1979 : Ananth Nag - Naa Ninna Bidalaare dans le rôle de Krishna[1]
- 1980 : Lokesh - Ellindalo Bandavaru dans le rôle de Belya
- 1981 : Rajkumar - Keralida Simha dans le rôle de Inspector Shankar
- 1982 : Ananth Nag - Bara dans le rôle de Satish Chandra
- 1983 : Non attribué
- 1984 : Rajkumar - Shravana Banthu dans le rôle de Kumar
- 1985 : Rajkumar - Ade Kannu dans le rôle de Jagannath/Gopinath
- 1986 : Rajkumar - Bhagyada Lakshmi Baramma dans le rôle de Panduranga[2]
- 1987 : Kamal Haasan - Pushpaka Vimana dans le rôle du chomeur[3],[4]
- 1988 : Vishnuvardhan - Suprabhatha dans le rôle de Vijay[5]
- 1989 : Ananth Nag - Hendthighelbedi dans le rôle de Anand Somvarpet[6]
- 1990 : Ananth Nag - Udbhava dans le rôle de Raghanna
- 1991 : Ananth Nag - Gauri Ganesha dans le rôle de Lambodara[7]
- 1992 : Charuhasan - Kubi Matthu Iyala dans le rôle de Dr Kubera
- 1993 : Rajkumar - Aakasmika dans le rôle de Murthy
- 1994 : Vishnuvardhan - Haalunda Thavaru dans le rôle de Siddartha[8],[9]
- 1995 : Shiva Rajkumar - Om dans le rôle de Sathya[10]
- 1996 : Shiva Rajkumar - Nammoora Mandara Hoove dans le rôle de Manoj[11]
- 1997 : Ramesh Aravind - Amrutha Varshini dans le rôle de Abhishek Bhardwaj[12]
- 1998 : Ramesh Aravind - Hoomale dans le rôle de Santosh[13]
- 1999 : Shiva Rajkumar - AK-47 dans le rôle de Ram[14]
- 2000 : Vishnuvardhan - Yajamana dans les rôles de Shankara et Ganesha[15]
- 2001 : Sudeep - Huchcha dans le rôle de Sacchidananda / Kiccha[16]
- 2002 : Sudeep - Nandhi dans le rôle de Nandi[17]
- 2003 : Sudeep - Swathi Muthu dans le rôle de Shivayya[18]
- 2004 : Vishnuvardhan - Apthamitra dans le rôle du Dr Vijay[19]
- 2005 : Prem Kumar - Nenapirali dans le rôle de Kishore[20]
- 2006 : Puneeth Rajkumar - Arasu dans le rôle de Shivaraj Urs[21]
- 2007 : Duniya Vijay - Duniya dans le rôle de Shivalingu[22]
- 2008 : Ganesh - Gaalipata dans le rôle de Ganesh[23]
- 2009 : Ganesh - Maleyali Jotheyali dans le rôle de Preetham[24]
- 2010 : Shiva Rajkumar - Thamassu dans le rôle de l'officier Shankar[25]
- 2011 : Puneeth Rajkumar - Hudugaru dans le rôle de Prabhu[26]
- 2012 : Darshan - Krantiveera Sangolli Rayanna dans le rôle de Sangolli Rayanna[27]
- 2013 : Prem Kumar - Charminar dans le rôle de Mohan[28]
- 2014 : Yash - Mr. and Mrs. Ramachari dans le rôle de Ramachari[29]
- 2015 : Puneeth Rajkumar - Rana Vikrama dans le rôle de Vikram[30]
- 2016 : Ananth Nag - Godhi Banna Sadharana Mykattu dans le rôle de Venkob Rao[31]
- 2017 : Puneeth Rajkumar - Raajakumara dans le rôle de Siddharth[32]